# Reyghersbosch
Het Reyghersbosch was een middeleeuws moeras en bosgebied dat lag ten noorden van de Hollandse Kade op de grens van de provincie Noord-Holland en Utrecht en ten oosten van Ouderkerk aan de Amstel ongeveer op de plek waar tegenwoordig de wijk Reigersbos in Amsterdam-Zuidoost ligt dicht bij Abcoude. Het hele gebied ten zuiden van het Bijlmermeer en ten noorden van de Hollandse Kade stond bekend als "Bindelmerebroec" of "Bindelmerebosch" maar werd later de Bijlmerbroek genoemd.

## Geschiedenis

### Reyghersbosch
Het Reyghersbosch lag op een pleistocene laag van de diepere ondergrond en lag daardoor hoger dan het omringende gebied wat de bomen de mogelijkheid gaf diep te wortelen, maar de ondergrond was echter voor een deel vrij drassig. Het bos dat lag in het westen van de Bijlmerbroek dankte zijn naam aan de kolonie reigers die daar neerstreek in de hoogste bomen. Aan de westzijde liep het bos door tot waar nu de Ouderkerkerplas ligt en in het zuiden tot aan het Abcoudermeer. Het gebied was rond de dertiende eeuw eigendom van de Heren van Amstel die vanuit Ouderkerk aan de Amstel een groot gebied voor de Bisschop van Utrecht bestierden en lag ten noorden van de staatkundige grens tussen het graafschap Holland in het noorden en het Amstelland (een Utrechtse leen) in het zuiden. In 1298 werd een twist gemeld tussen erfgenamen van Floris V over het bezit van de reigerkolonie.
In 1300 werd het beheer van het Amstelland door Jan II, toen graaf van Holland en Henegouwen, overgedragen aan zijn broer Gwijde behalve het Reyghersbosch. In 1363 stond hertog Albrecht van Beieren, die toen graaf van Holland was, de heren van Egmond en IJsselstein toe het bos voor de jacht te gebruiken. Het bos werd daarbij exclusief bestemd voor de adel en er werden valkenjachten gehouden, zowel door mannen als vrouwen, te paard of te voet met een jachthond. Het was een kostbaar maar populair tijdverdrijf waarbij de reigers werden gevangen en gedood en daarna als delicatesse werden genuttigd. Hierbij was vooral de blauwe reiger geliefd en deze werd klaargemaakt met saffraan en gember. Ze werden ook geleverd aan de herberg waar de graaf met zijn gevolg verbleef als hij in Holland was. Daarnaast gebruikte men het vet van de reiger als geneesmiddel tegen jicht.
Er mocht geen hout worden gekapt in het bos waar de reigers verbleven en tegen stropers werd streng opgetreden. Toch werd in 1340 begonnen met het kappen van het oostelijk deel van het bos en werd het land ontgonnen en in cultuur gebracht en door een nieuwe sloot, de Broucksloot, gescheiden van het resterende deel van het bos. Ook kwam er een nieuwe weg, de Brouckweg de latere Abcouderstraatweg, waardoor de gewone bevolking een kortere route kreeg tussen Diemen en Duivendrecht naar Abcoude omdat men niet meer om het bos heen hoefde. Langzamerhand verdween het bos echter helemaal door de verdere veenontginningen en in 1417 is voor het laatst sprake van het Reyghersbosch en was de reigerkolonie verdwenen. Tot de vijftiende eeuw werd de hele Bijlmerbroek in cultuur gebracht. Later ontstonden er in het gebied de Polder Gein en Gaasp en de Oost Bijlmerpolder.

### Reigersbos
In de jaren 70 van de 20e eeuw werd de Polder Gein en Gaasp en de Oost Bijlmerpolder opgehoogd met zand uit de gegraven Gaasperplas en ontstond ruimte voor de bouw van Gaasperdam met onder meer de wijk Reigersbos. De grond op de plaats van het voormalige bos ligt echter nog steeds hoger dan het omringende gebied waardoor minder zand nodig was voor ophoging. Enkele overblijfselen van het vroegere bos zijn nog zichtbaar. Sinds de aanleg van het Gaasperpark en De Hoge Dijk nestelen zich ook weer reigers in de inmiddels volgroeide bomen.
Op 25 juni 1975 werd met een raadsbesluit de wijk en op 8 oktober 1980 de straat vernoemd naar een voormalige boerderij Reigersbos, die tot 1967 stond aan de Zwetskade ongeveer op de plaats van het huidige voorplein van het AMC. In het verleden waren er ook al een tweetal andere boerderijen met die naam, waarvan er in 1641 al één genoemd werd, die allen vernoemd waren naar het Reyghersbosch. Ook in Abcoude is er een straat naar de boerderij vernoemd en in Duivendrecht bestaat een verzorgingshuis met de naam "Reijgersbosch".